# Indetectable = Intransmisible
La campaña global Indetectable = Intransmisible, I=I (también conocida como U=U o U equals U por sus abreviación en inglés) es la campaña global que visibiliza que una persona con VIH en tratamiento, manteniendo la carga viral indetectable por más de seis meses, no transmite el virus a otras personas por vía sexual.

## Origen
La campaña U=U impulsada por Prevention Access Campaign fue lanzada a principios de 2016 a partir de una Declaración de Consenso Científico, que fue la génesis del movimiento que está cambiando la definición de lo que significa vivir con VIH. El movimiento comparte el mensaje de desmantelar el estigma del VIH, mejorar la calidad de vida de las personas que viven con el VIH con la finalidad de poner fin a la epidemia.

### Evidencia científica
La campaña busca difundir la evidencia científica que sostiene que indetectable es intransmisible. Desde el comienzo de la epidemia se ha pasado por muchas etapas. Desde suponer que podría ser algo infeccioso, luego se descubrir las vías de transmisión (sangre, fluidos sexuales y lactancia) hasta los métodos de prevención (educación, condones, PreP y PeP) y los diferentes esquemas de tratamiento. Entre los estudios que se desarrollaron, entre 2016 y 2019 aparecieron tres estudios clínicos que cambiaron de ahora el paradigma de prevención y calidad de vida de las personas: el acceso y adherencia al tratamiento  impiden que avance la infección en la persona que toma los antirretrovirales, e impide también que se transmita el virus durante las relaciones sexuales.
En 2011 publicaron los resultados parciales del estudio HPTN 052. En este estudio clínico se estudiaron a 1763 parejas heterosexuales serodiscordantes (una persona con infección VIH, la otra negativa para la prueba), separando en dos al número total según la persona haya comenzado el tratamiento apenas recibido el diagnóstico o haya diferido el inicio del tratamiento. Lo que se encontró al comparar ambos grupos es una reducción del 93% de las transmisiones en quienes empezaban el tratamiento de inmediato. Entonces los investigadores concluyeron que si la persona sostiene su tratamiento, es menos probable que transmita la infección a su pareja sexual.
En 2016 publicaron los resultados del estudio PARTNER-1. En este estudio las condiciones fueron mucho más específicas y la pregunta estaba mucho más orientada. Se incluyeron a 1166 parejas heterosexuales y HSH (hombres que tienen sexo con hombres) serodiscordantes. La persona viviendo con VIH tenía en todos los casos una carga viral plasmática menor a 200 copias por ml de sangre. Las parejas además referían no haber usado preservativo en sus relaciones sexuales. Después de 36000 relaciones sexuales entre heterosexuales y 22000 en HSH, no hubo ninguna transmisión relacionada. No se transmitió el VIH en ninguna relación sexual entre estas parejas. Por esto, se decide continuar estudiando más encuentros y más parejas, porque aún el número estudiado no tenía el poder estadístico.
En 2019 se publicaron los resultados de PARTNER-2. En este estudio se analizaron parejas serodiscordantes HSH en las que la persona viviendo con VIH haya estado con carga viral indetectable durante 6 meses. En este estudio se documentaron 76991 relaciones sexuales sin uso de condón con ninguna transmisión relacionada. Este estudio entonces es el que permite afirmar que el riesgo de transmisión del VIH por vía sexual es 0 cuando la persona con VIH tiene la carga viral indetectable durante 6 meses.

## Organizaciones internacionales
945 organizaciones de 99 países se han comprometido a difundir el mensaje de I=I en sus comunidades como parte de una iniciativa de Prevention Access. Lo que generó una alianza de personas que viven con VIH, investigadores, organizaciones sociales que tienen como meta por un lado el fin de la epidemia de la infección VIH y también del estigma relacionado con vivir con VIH. Para ello la campaña buscó acercar la información científica a través de un lenguaje de divulgación para que todas las personas cualquiera sea su formación, etnia o nivel socioeconómico puedan conocer los nuevos avances.

### Acciones
En el año 2015 Bruce Richman funda Prevention Access Campaign con el objetivo de  conectar a activistas e investigadores de todo el mundo para difundir el mensaje de U=U, cuya campaña es llevada a cabo desde 2016. La misma ha recibido el apoyo de numerosas organizaciones en todo el mundo:
- Fundación lucha contra el SIDA ha declarado su apoyo a la declaración de consenso U=U emitida por la Prevention Acess Campaign estableciendo que “la evidencia científica es clara e inequívoca: el tratamiento efectivo reduce el riesgo de transmisión del VIH a cero”.[8]
- The International Council of AIDS Service Organizations (ICASO) emite una comunidad destinada al seguimiento y actualización respecto a las temáticas relacionadas con I=I en mujeres viviendo con VIH.[9]
- ONUSIDA ha llevado a cabo una serie de campañas con el objetivo de difundir el mensaje, a partir de informes pero también apoyando las actividades de otras asociaciones civiles destinadas a promover el mensaje.[10]
- Para el día mundial del SIDA 2019 Fundación Huésped ha llevado a cabo una campaña donde incluye 10 medidas para terminar con el VIH en Argentina: “Ponete la cinta” . Una de las medidas dicta “Promover el concepto de indetectable = intransmisible (I=I)”.[11]
- La Asociación Ciclo positivo ha llevado la consigna I=I como bandera desde su fundación en 2018, realizando numerosas actividades con el objetivo de garantizar su visibilización.  Entre ellas charlas-debate con figuras como Gabriela Turck, investigadora del CONICET en cuestiones referidas a los reservorios y la cura del VIH o actividades con la comunidad como la realizada durante la marcha del orgullo 2019 que ha contado con el apoyo y la colaboración de ONUSIDA.